# ژندارم (بریتورن)
ژندارم (به لاتین: Gendarm) یک کوه در سوئیس است که در کانتون وله واقع شده‌است. ژندارم ۴٬۱۰۶ متر بالاتر از سطح دریا واقع شده‌است.